# Beamhurst Lane
Beamhurst Lane – wieś w Anglii, w hrabstwie Staffordshire. Leży 19 km na północny wschód od miasta Stafford i 198 km na północny zachód od Londynu.